# Karol Borsuk
Karol Borsuk (8 de mayo de 1905 - 24 de enero de 1982) fue un matemático polaco nacido en Varsovia. Se graduó y doctoró en la Universidad de Varsovia en 1927 y 1930, respectivamente.
Miembro de la Academia polaca de ciencias desde 1952. Su área de interés principal fue la topología. Véase el teorema Borsuk-Ulam.
Véase también: Zygmunt Janiszewski, Stanislaw Ulam.

## Publicaciones
- Geometria analityczna w n wymiarach (1950)
- Podstawy geometrii (1955)
- Theory of Retracts (1966)
- Theory of Shape (1975)